# Achim Burkart
Achim Burkart (Bühl, 30 juni 1992) is een Duits voormalig baan- en wegwielrenner.  
Burkart werd in 2010 tweede op het Duits kampioenschap op de weg voor junioren. Bij de Elite was Burkart vooral actief als baanwielrenner, hij heeft deelgenomen aan verschillende zesdaagse maar wist er geen te winnen. In 2017 en 2019 won hij het Europees kampioenschap achter de derny. Burkart beëindigden zijn carrière in 2019.

## Palmares

### Wegwielrennen
2010
 Duits kampioenschap op de weg, junioren

### Baanwielrennen
| Jaar     | DK                                        | EK       | WK       | Overig                                           |
| Junioren | Junioren                                  | Junioren | Junioren | Junioren                                         |
| -------- | ----------------------------------------- | -------- | -------- | ------------------------------------------------ |
| 2010     | ploegenachtervolging, koppelkoers         |          |          |                                                  |
| Elite    |                                           |          |          |                                                  |
| 2014     | puntenkoers                               | derny    |          | 2e Driedaagse van Aigle                          |
| 2015     | koppelkoers                               |          |          |                                                  |
| 2016     | koppelkoers, derny                        |          |          |                                                  |
| 2017     | derny, puntenkoers                        | derny    |          |                                                  |
| 2018     | derny, scratch · koppelkoers              | derny    |          | 2e Zesdaagse van Bremen 2e Vierdaagse van Genève |
| 2019     | derny, puntenkoers · scratch, koppelkoers | derny    |          |                                                  |

## Ploegen
- 2012 –  Team Specialized Concept Store